# Francesco Aurelio Di Bella
Francesco Aurelio Di Bella (Roccalumera, 7 luglio 1914 – Grosseto, 6 aprile 1972) è stato un aviatore e politico italiano.
Capitano della Regia Aeronautica, fu un pilota pluridecorato della seconda guerra mondiale della specialità degli aerosiluranti al quale venne conferita anche la medaglia d'oro al valore militare.
Fu in seguito deputato per il Partito Nazionale Monarchico.

## Biografia
Di Bella nacque a Roccalumera il 7 luglio 1914. Dopo aver conseguito la maturità classica presso il Liceo Maurolico di Messina si arruolò nella Regia Aeronautica.
Nel mese di agosto del 1936 conseguì il primo brevetto di pilotaggio su idrovolante Caproni Ca.100 Idro, venendo successivamente trasferito presso la Scuola Centrale di Pilotaggio di Portorose (Istria). Nel marzo 1937 conseguì il brevetto militare, con la qualifica di sottotenente. Nel novembre dello stesso anno partì per la Spagna, inquadrato nell'Aviazione Legionaria, dove prestò servizio fino al marzo 1939 quando rientrò in patria. Per il servizio prestato in terra spagnola venne decorato con la Medalla Militar dal governo nazionalista, e ricevette la Croce di Guerra al Valor Militare dal governo italiano. Nel settembre dello stesso anno entrò a far parte del 10º Stormo Bombardamento Terrestre.
Il 5 febbraio 1940 venne trasferito alla 253ª Squadriglia, 104º Gruppo, del 46º Stormo Bombardamento Terrestre al comando del colonnello pilota Umberto Nannini. Nello stesso Stormo militavano anche Carlo Emanuele Buscaglia (252ª Squadriglia) e Urbano Mancini (254ª Squadriglia). All'entrata in guerra dell'Italia, il 10 giugno 1940, la sua squadriglia venne impiegata dapprima sul fronte francese, e a partire dall'ottobre dello stesso anno su quello greco. Per la sua attività bellica compiuta tra il giugno ed il novembre 1940 venne decorato con una Medaglia d'Argento al valor Militare.
Il 23 febbraio 1941 partecipò ad un bombardamento su Florina, in Grecia, che aveva come obiettivo la locale stazione ferroviaria. Il suo aereo, un Savoia Marchetti S.M.79, fu colpito dal fuoco contraereo e dovette effettuare un atterraggio di fortuna in territorio jugoslavo, a nord di Spalato. Riportò gravi ferite, che ne condizionarono il resto della vita. Dopo poco tempo riprese servizio, e nel maggio 1941 chiese di essere trasferito ai reparti aerosiluranti.
Dopo aver partecipato ad un corso di addestramento prese servizio presso la 283ª Squadriglia Aerosiluranti, creata nel luglio 1941. Come pilota di S.M.79 Sparviero, Di Bella ebbe il suo debutto operativo il 23 luglio quando 12 S.M.79 attaccarono nel Mediterraneo occidentale il convoglio britannico Substance diretto da Gibilterra verso Malta. L'aereo di Di Bella lanciò un siluro che colpì l'incrociatore leggero HMS Manchester danneggiandolo gravemente. per questa impresa fu citato sul Bollettino di guerra n. 415 e decorato con una seconda Medaglia d'Argento al Valor Militare concessa sul campo.
Il 27 settembre partecipò ai tentativi di attacco contro il convoglio Halberd, tutti sventati dall'intervento dei caccia Fairey Fulmar di scorta. Per le sue attività tra il settembre ed il dicembre 1941 ricevette una terza Medaglia d'Argento al Valor Militare.
Il 22 marzo 1942 partecipò alla Seconda battaglia della Sirte, rivendicando un siluro a segno su un incrociatore inglese, azione compiuta assieme al velivolo del tenente Roberto Cipriani. Questo fatto gli valse l'assegnazione di una quarta Medaglia d'Argento al Valor Militare.

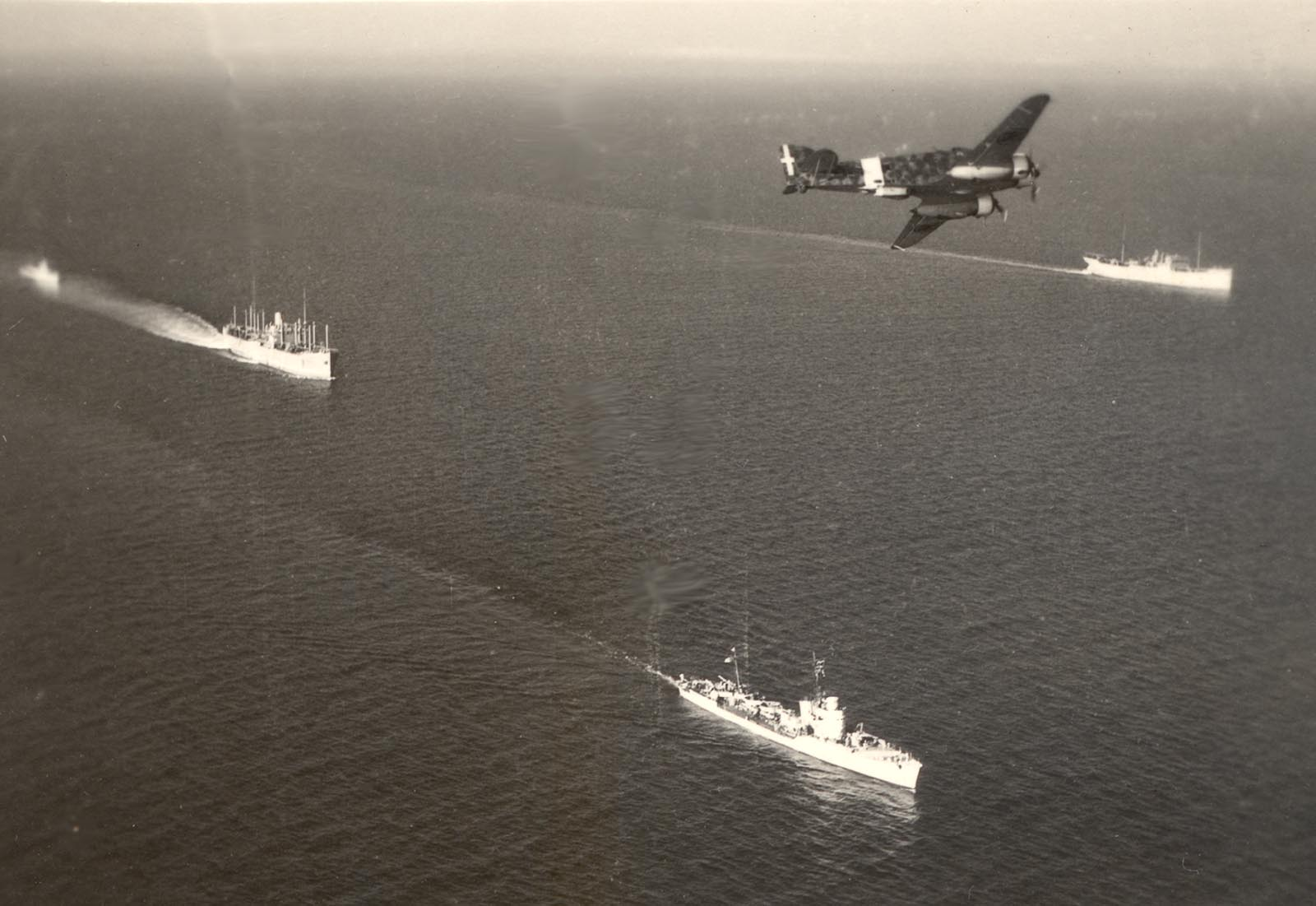
Un S.M.79 sorvola un convoglio

Ormai pluridecorato, partecipò alla Battaglia di mezzo agosto, dove per le sue azioni compiute contro il convoglio Pedestal tra il 12 e 13 agosto 1942 gli venne assegnata la quinta Medaglia d'Argento al Valor Militare.
Il 7 ottobre 1942 fu trasferito, in qualità di istruttore, presso il 3º Nucleo Addestramento Aerosiluranti di Decimomannu, in Sardegna. Dopo lo sbarco degli alleati nell'Africa del Nord (Operazione Torch) rientrò in combattimento. Il 9 novembre partecipò a un'azione sulla rada di Algeri, avente come obiettivo le navi alla fonda. L'11 novembre attaccò, insieme ad altri velivoli, un convoglio in navigazione verso le coste nordafricane. Sganciato il proprio siluro solamente al terzo tentativo, rivendicò il danneggiamento di un grosso piroscafo. Le azioni si susseguirono incessanti fino al gennaio 1943 quando fu trasferito all'aeroporto greco di Kalamai, per addestrare i piloti del 104º Gruppo di Gadurrà, Rodi. Terminato l'addestramento rientrò a Decimomannu ai primi giorni di marzo.
Il 19 giugno prese parte ad un attacco contro la rada di Gibilterra, effettuato partendo dall'aeroporto francese di Istres, in Provenza. Il 9 luglio prese il via l'invasione della Sicilia, ed il 16 dello stesso mese dieci S.M.79 attaccarono un convoglio in navigazione tra Capo Passero e Augusta. Con il velivolo fortemente danneggiato dai caccia avversari, dovette ammarare tra Capo Faro e le isole Eolie venendo tratto in salvo, insieme al suo equipaggio, da una motosilurante tedesca. Al capitano Di Bella venne attribuito l'affondamento di un piroscafo da 12.000 tonnellate carico di munizioni, e per questa azione venne decorato con la Medaglia d'Oro al Valor Militare.
L'8 settembre 1943 decollò da Foligno con il proprio velivolo trasferendosi in territorio controllato dagli alleati. Fu collocato in congedo nel luglio 1944.

## Dopo la guerra
Nel dopoguerra, già laureato in ingegneria, si diede alla politica nelle file del Partito Nazionale Monarchico. Fu eletto deputato nella seconda circoscrizione della Sicilia occidentale nella seconda legislatura della Repubblica, e divenne membro della V Commissione Difesa.
Fu primo firmatario di alcuni disegni di legge fra i quali uno per la Istituzione dell'Alto Commissariato per l'aviazione civile e traffico aereo e uno sulla Obbligatorietà di assicurazione di responsabilità civile e danni verso terzi da parte degli intestatari di mezzi a motore.
Si spense a Grosseto il 3 aprile 1972.
È stato il pilota dell'aereo che trasportò la Famiglia Savoia fuori dall'Italia. Il 10 dicembre 2003 viene intitolata una strada al Capitano Pilota Francesco Aurelio Di Bella presso l'Aeroporto Leonardo da Vinci di Fiumicino.

### Periodici
- F. Mattesini, I successi degli Aerosiluranti Italiani e Tedeschi in Mediterraneo nella 2ª Guerra Mondiale, in Bollettino d’Archivio dell’Ufficio Storico della Marina Militare, Roma, Ufficio Storico della Marina Militare, marzo 2002.
- Marco Mattioli, L'asso di Roccalumera, in Aerei nella Storia, No.90, Parma, West-Ward Edizioni, giugno-luglio 2013,  pp. 26-29, ISSN 1591-1071.